# Zabłocie (województwo podlaskie)
Zabłocie – wieś w Polsce położona w województwie podlaskim, w powiecie siemiatyckim, w gminie Nurzec-Stacja.
W latach 1975–1998 miejscowość należała administracyjnie do województwa białostockiego.
Wcześniej miejscowość nosiła nazwę Milechowszczyzna.
Według Powszechnego Spisu Ludności z 1921 roku wieś zamieszkiwało 155 osób, wśród których 12 było wyznania rzymskokatolickiego, 134 prawosławnego a 9 mojżeszowego. Jednocześnie 91 mieszkańców zadeklarowało polską przynależność narodową, a 64 białoruską. Było tu 34 budynków mieszkalnych.
W folwarku Zabłocie zamieszkiwało 112 osób, wśród których 93 było wyznania rzymskokatolickiego, 18 prawosławnego a 1 mojżeszowego. Jednocześnie 103 mieszkańców zadeklarowało polską przynależność narodową, a 7 białoruską,1 żydowską i 1 inną. Było tu 12 budynków mieszkalnych.
Prawosławni mieszkańcy wsi należą do parafii św. Dymitra w Żerczycach, a wierni kościoła rzymskokatolickiego do parafii św. Stanisława w Milejczycach.